# Microsoft Word
Microsoft Word (повна назва Microsoft Office Word, MS Word, WinWord або просто Word, укр. Слово) — текстовий процесор, що випускається фірмою Майкрософт, входить до складу офісного пакету «Microsoft Office». Перша версія, «Multi Tool Word», була написана для Xenix

і перенесена під DOS у 1983 році. Пізніше створено версії для Apple Macintosh (1984), Microsoft Windows (1989), SCO UNIX, OS/2.

## Історія
Microsoft Word багатьом зобов'язаний Bravo — текстовому процесору з оригінальним графічним інтерфейсом, розробленому в дослідницькому центрі «Xerox PARC». Творець Bravo, Чарльз Симоні (Charles Simonyi) залишив PARC в 1981 році. Того ж літа Симоні переманив Броді, з яким разом працював над Bravo.
Перший випуск Word для MS-DOS відбувся в кінці 1983 року. Він був погано прийнятий ринком, продажі знижувала наявність конкуруючого продукту — WordPerfect. Проте версія для Макінтоша, випущена в 1985 році, набула широкого поширення. Через два роки «Word 3.01 для Macintosh» підсилив позиції (версія 3.0 рясніла помилками і швидко була замінена). Як і інше програмне забезпечення для Макінтоша, Word був повністю WYSIWYG-редактором (принцип «What You See Is What You Get» — «маю те, що бачу»).
Хоча MS-DOS і була текстовою операційною системою, позбавленою графічної оболонки, Word для DOS був першим текстовим процесором для IBM РС, який був здатний відображати розмітку тексту, наприклад, напівжирний або курсивний текст в процесі редагування. Проте він все ж таки не був в повному розумінні WYSIWYG-редактором. Інші ж текстові процесори, такі як WordStar і WordPerfect, використовували простий текстовий екран з кодами розмітки, іноді текст був кольоровим.
Проте, оскільки в більшості програмного забезпечення під DOS застосовувалися власні комбінації «гарячих клавіш» для кожної команди, що важко запам'ятовувалися (наприклад, в Word'і для DOS збереження файлу виконувалося по комбінації ESC-T-S) і більшість секретарів уміли користуватися тільки WordPerfect, компанії вельми неохоче переходили на продукти, що конкурували з ним і мали порівняно невеликі переваги.
Перша версія Word для Windows, випущена в 1989 році, продавалася за ціною 500 доларів США. Вона демонструвала вибраний компанією Майкрософт шлях розвитку: як і сама Windows, вона багато що узяла від Macintosh, і використовувала стандартні клавіатурні скорочення (наприклад, CTRL-S для збереження файлу). Після випуску наступного року Windows 3.0 продажі поповзли вгору (Word 1.0 набагато краще працював з Windows 3.0, ніж зі старішими версіями Windows/386 і Windows/286), головний конкурент — WordPerfect — не зміг випустити робочу версію під Windows, що виявилося для нього смертельною помилкою. Версія 2.0 затвердила WinWord на позиції лідера ринку.
У Word для Macintosh ніколи не було серйозних конкурентів, навіть не зважаючи на наявність програм типу Nisus, що надавала можливість виділення декількох незв'язних шматків тексту (що з'явилася тільки в Word 2002 тільки з Office XP) і не зважаючи на думку багатьох користувачів про відсутність кардинальних відмінностей між версіями 3.01, випущеною в 1987 році і версією 5.0, випущеною в 1991. Проте, версія 6.0 для Macintosh, що вийшла в 1994 році, була багатьма сприйнята досить скептично. Це була перша версія без значних відмінностей в коді ядра між версіями під Windows і під Mac. Версія під Windows, що йшла після 2.0, була пронумерована як 6.0 для координації назви версій під різні платформи.
Наступні версії додавали можливостей, що виходять за рамки простого текстового процесора. Інструменти малювання дозволяли виконувати примітивні операції верстки, такі як додавання графіки в документ, хоча, звичайно, спеціалізовані програми для верстки краще справляються з цими завданнями. Впровадження об'єктів, порівняння версій документа, багатомовна підтримка і багато інших можливостей були додані за декілька років, опісля.
Microsoft Word на сьогодні є найпопулярнішим текстовим процесором у вжитку, що зробило його закритий формат документа стандартом, і багато програм конкурентів мають підтримку сумісності з даним форматом. Розширення «.doc» на платформі IBM РС стало синонімом двійкового формату Word 97—2000. Фільтри експорту і імпорту в даний формат присутні в більшості текстових процесорів. Велика частина інформації, потрібної для роботи з даним форматом, здобувається за допомогою зворотного інжинірингу, оскільки велика її частина відсутня у відкритому доступі. Формат документа різних версій Word часто міняється, відмінності бувають досить тонкими. Форматування, що нормально виглядає в останній версії, може не відображатися в старих версіях програми, оскільки зворотна сумісність часто відсутня.
Специфікація двійкового формату файлів Word 97-2007 була опублікована Microsoft у лютому 2008 року. Word 2003 має власний XML-формат, що офіційно використовує публічно документовану схему, названу WordprocessingML, котра доступна у всіх редакціях Word 2003. Apache Jakarta POI — програмна бібліотека, написана на Java, мета якої — надати можливість читання і запису в бінарний формат файлів Microsoft Word.
В Office 2007 Microsoft використовує формат файлів Office Open XML для всіх своїх офісних додатків. Office Open XML в квітні 2008 був стандартизований ISO.
Як і решта застосунків з Microsoft Office, Word може розширювати свої можливості за допомогою використання вбудованої макромови (спочатку використовувався WordBasic, проте з версії Word 97 застосовується VBA — Visual Basic for Applications). Проте це надає широкі можливості для написання вбудовуваних в документи вірусів (так звані «макровіруси»). Найяскравішим прикладом була епідемія хробака Melissa. У зв'язку з цим, багато хто вважає розумною рекомендацію завжди виставляти найвищий рівень налаштувань безпеки при використанні Word. Також бажано використовувати антивірусне програмне забезпечення. Першим вірусом, що заражав документи Microsoft Word, був DMV, створений в грудні 1994 року Дж. Макнамара для демонстрації можливості створення макровірусів. Першим же вірусом, що потрапив в «дику природу» і викликав першу у світі епідемію макровірусів (у липні-серпні 1995), був Concept.
12 серпня 2009 року суд штату Техас заборонив продаж програми Word на території США, в зв'язку з тим що Microsoft незаконно використовує метод читання XML-файлів, патент на який належить канадській компанії i4i

### Word для Windows
Word для Windows доступний окремо або як частина пакету Microsoft Office. Word містить рудиментарні можливості настільної публікації та є найпоширенішою програмою обробки текстів на ринку. Файли Word зазвичай використовуються як формат для надсилання текстових документів електронною поштою, оскільки майже кожен користувач комп’ютера може прочитати документ Word за допомогою програми Word, засобу перегляду Word або текстового процесора, який імпортує формат Word (див. Microsoft Word Viever).
Word 6 для Windows NT був першою 32-розрядною версією продукту  випущеною з Microsoft Office для Windows NT приблизно в той самий час, що й Windows 95. Це був простий порт Word 6.0. Починаючи з Word 95, кожен випуск Word називався за роком випуску, а не за номером версії.
Word 2007 представив оновлений інтерфейс користувача, який підкреслив найпоширеніші елементи керування, розділивши їх на вкладки та додавши певні параметри залежно від контексту, наприклад вибір зображення або редагування таблиці. Цей інтерфейс користувача, який називається Ribbon, був включений в Excel, PowerPoint і Access 2007, а пізніше був представлений в інших програмах Office з Office 2010 і програмами Windows, такими як Paint і WordPad з Windows 7, відповідно.
Перероблений інтерфейс також містить панель інструментів, яка з’являється під час виділення тексту, з параметрами форматування.
У Word 2007 також була можливість зберігати документи як файли Adobe Acrobat або XPS і завантажувати документи Word, як-от публікації в блогах, у такі служби, як WordPress.
Word 2010 дозволяє налаштовувати стрічку, додає перегляд Backstage для керування файлами, має покращену навігацію по документах, дозволяє створювати та вставляти знімки екрана та інтегрується з онлайн-сервісами, такими як Microsoft OneDrive.
Word 2019 додав функцію диктування.
У Word 2021 додано можливість співавторства, візуальне оновлення початкового середовища та вкладок, автоматичне збереження у хмарі, темний режим, фокус лінії, оновлену вкладку малювання та підтримку ODF 1.3.

### Word для Mac
Mac був представлений 24 січня 1984 року, а Microsoft представила Word 1.0 для Mac роком пізніше, 18 січня 1985 року. Версії для DOS, Mac і Windows досить сильно відрізняються одна від одної. Лише версія для Mac була із використанням принципу WYSIWYG і використовувала графічний інтерфейс користувача, набагато випереджаючи інші платформи. Кожна платформа перезапустила свою нумерацію версій з «1.0».  Версії 2 на Mac не було, але версія 3 вийшла 31 січня 1987 року.
Word 4.0 вийшов 6 листопада 1990 року та додав автоматичне зв’язування з Excel, можливість обтікання текстом графіки та режим редагування WYSIWYG.
Word 5.1 для Mac, випущений у 1992 році, працював на оригінальному процесорі 68000 і був останнім, спеціально розробленим як програма для Macintosh. Пізніший Word 6 був портом Windows і був погано прийнятий. Word 5.1 продовжував добре працювати до останньої класичної Mac OS . Багато людей продовжують запускати Word 5.1 до цього дня в емульованій класичній системі Mac для деяких із його чудових функцій, таких як створення та перенумерація документів або доступ до своїх старих файлів.
У 1997 році корпорація Майкрософт сформувала бізнес-підрозділ Macintosh як незалежну групу в корпорації Майкрософт, зосереджену на написанні програмного забезпечення для класичної Mac OS. Його перша версія Word, Word 98, була випущена з Office 98 Macintosh Edition. Сумісність документів досягла паритету з Word 97 і включала функції з Word 97 для Windows, включаючи перевірку орфографії та граматики за допомогою завивок. Користувачі могли вибрати меню та комбінації клавіш, подібні до Word 97 для Windows або Word 5 для Mac.
Word 2001, випущений у 2000 році, додав кілька нових функцій, включаючи буфер обміну Office, який дозволяв користувачам копіювати та вставляти кілька елементів. Це була остання версія, яка запускалася на класичній Mac OS, а на Mac OS X вона могла працювати лише в класичному середовищі. Word X, випущений у 2001 році, був першою версією, яка працювала нативно та вимагала Mac OS X, і представила несуміжне виділення тексту.
Word 2004 був випущений у травні 2004 року. Він включав новий вигляд блокнота для створення нотаток за допомогою введення або голосу.  Інші функції, такі як відстеження змін, стали більш схожими з Office для Windows.
Word 2008, випущений 15 січня 2008 року, містив функцію, схожу на стрічку, під назвою Галерея елементів, яку можна використовувати для вибору макетів сторінок і вставки власних схем і зображень. Він також включав нове подання, зосереджене на макеті публікації, інтегрованому управлінні бібліографією та вбудованій підтримці нового формату Office Open XML. Це була перша версія, яка запускалася на комп’ютерах Mac на базі Intel.
Word 2011, випущений у жовтні 2010 року, замінив Галерею елементів на інтерфейс користувача стрічки, який набагато більше схожий на Office для Windows і включає повноекранний режим, який дозволяє користувачам зосередитися на читанні та написанні документів, і підтримка Office Web Apps.
У Word 2021 додано можливість співавторства в режимі реального часу, автоматичне збереження в хмарі, темний режим, покращення читання з ефектом занурення, фокус рядків, візуальне оновлення, можливість зберігати зображення у форматі SVG і новий контур у стилі Sketched.
Word 2024, випущений 16 вересня 2024 року, містив відновлення сеансу Word, підтримку ODF 1.4, нову тему та палітру кольорів, а також можливість полегшити співпрацю. Незважаючи на те, що функції співпраці також були доступні в MS Word 2021 як частина оновлення після випуску, вони були недоступні в Word LTSC 2021 або Word LTSC 2024.

## Формати файлів
| DOC    | Застарілий документ Word                       |
| КРАПКА | Застарілі шаблони Word                         |
| WBK    | Резервне копіювання застарілих документів Word |
| DOCX   | Документ XML Word                              |
| DOCM   | Документ XML Word із підтримкою макросів       |
| DOTX   | Шаблон XML Word                                |
| DOTM   | Шаблон XML Word із підтримкою макросів         |
| DOCB   | Двійковий документ XML Word                    |

### Розширення імен файлів
Власні формати файлів Microsoft Word позначаються розширенням імені файлу.doc або . .docx
Хоча .docрозширення використовувалося в багатьох різних версіях Word, насправді воно охоплює чотири різні формати файлів:
1. Word для DOS
2. Word для Windows 1 і 2; Word 3 і 4 для Mac OS
3. Word 6 і Word 95 для Windows; Word 6 для Mac OS
4. Word 97 і новіші версії для Windows; Word 98 і новіші версії для Mac OS

(Класична Mac OS тієї епохи не використовувала розширення імен файлів.)
Нове .docxрозширення означає міжнародний стандарт Office Open XML для документів Office і використовується за замовчуванням у Word 2007 і пізніших версіях для Windows, а також Word 2008 і пізніших версіях для macOS.

### Двійкові формати (Word 97–2007)
Наприкінці 1990-х і на початку 2000-х стандартний формат документів Word (.DOC) став фактичним стандартом форматів файлів документів для користувачів Microsoft Office. У Word 97–2007 за замовчуванням використовуються різні версії «Формату документа Word». Кожен бінарний файл Word є складеним файлом ,  ієрархічною файловою системою всередині файлу. За словами Джоела Спольскі , формат двійкового файлу Word є надзвичайно складним головним чином тому, що його розробникам довелося врахувати величезну кількість функцій і віддати перевагу продуктивності над чимось іншим.
Як і всі складені файли OLE, двійковий формат Word складається з «сховищ», аналогічних комп’ютерним папкам , і «потоків», схожих на комп’ютерні файли . Кожне сховище може містити потоки або інше сховище. Кожен бінарний файл Word має містити потік, який називається потоком WordDocument, і цей потік має починатися з блоку інформації про файл (FIB). FIB служить першою точкою відліку для визначення місцезнаходження всього іншого, наприклад, де починається, закінчується текст у документі Word, яка версія Word створила документ та інші атрибути.
Word 2007 і новіші версії продовжують підтримувати формат файлу DOC, хоча він більше не є стандартним.

### Документ XML (Word 2003)
Основна стаття: Microsoft Office XML
Формат .docx XML, представлений у Word 2003 був простим форматом на основі XML під назвою WordProcessingML або WordML.
Формати Microsoft Office XML — це формати документів на основі XML (або схеми XML), представлені у версіях Microsoft Office до Office 2007. Microsoft Office XP представив новий формат XML для зберігання електронних таблиць Excel, а Office 2003 додав формат на основі XML для документів Word.
На зміну цим форматам прийшов Office Open XML (ECMA-376) у Microsoft Office 2007.

### Крос-платформлена сумісність
Відкриття файлу документа Word у версії Word, відмінній від тієї, у якій він був створений, може призвести до неправильного відображення документа. Формати документів різних версій змінюються тонкими та не дуже тонкими способами (наприклад, зміна шрифту або виконання більш складних завдань, наприклад виносок). Форматування, створене в новіших версіях, не завжди зберігається при перегляді в старих версіях програми, майже завжди, тому що ця можливість не існує в попередній версії. Формат Rich Text Format (RTF), рання спроба створити формат для обміну форматованим текстом між програмами, є необов’язковим форматом для Word, який зберігає більшу частину форматування та весь вміст вихідного документа.

### Сторонні формати
Доступні плагіни, які дозволяють версіям Word для Windows читати та записувати формати, які він не підтримує, як-от міжнародний стандартний формат OpenDocument (ODF) (ISO/IEC 26300:2006). До випуску пакета оновлень 2 (SP2) для Office 2007 Word спочатку не підтримував читання або запис документів ODF без плагіна, а саме SUN ODF Plugin або OpenXML/ODF Translator. З установленим пакетом оновлень 2 (SP2) документи у форматі ODF 1.1 можна читати та зберігати, як і будь-який інший підтримуваний формат на додаток до тих, які вже доступні у Word 2007. Реалізація стикається з суттєвою критикою , і ODF Alliance та інші стверджують, що плагіни сторонніх виробників забезпечують кращу підтримку. Корпорація Майкрософт пізніше оголосила, що підтримка ODF має деякі обмеження.
У жовтні 2005 року, за рік до виходу пакету Microsoft Office 2007, Microsoft заявила, що клієнти Microsoft не мають достатнього попиту на підтримку міжнародного стандарту формату OpenDocument і тому він не буде включений до Microsoft Office 2007. Цю заяву було повторено в наступні місяці. У відповідь 20 жовтня 2005 року було створено онлайн-петицію з вимогою підтримки ODF від Microsoft.
У травні 2006 року OpenDocument Foundation випустила модуль ODF для Microsoft Office. Корпорація Майкрософт заявила, що не має стосунків із розробниками плагіна.
У липні 2006 року корпорація Майкрософт оголосила про створення проекту Open XML Translator – інструментів для побудови технічного мосту між форматами Microsoft Office Open XML і форматом OpenDocument (ODF). Ця робота була розпочата у відповідь на запити уряду щодо сумісності з ODF. Метою проекту було не додати підтримку ODF до Microsoft Office, а лише створити плагін і зовнішній набір інструментів. У лютому 2007 року цей проект випустив першу версію плагіна ODF для Microsoft Word.
У лютому 2007 року Sun випустила початкову версію плагіна ODF для Microsoft Office. Версія 1.0 була випущена в липні 2007 року.
Microsoft Word 2007 (пакет оновлень 1) підтримує (лише для виведення) формати PDF і XPS, але лише після інсталяції вручну надбудови Microsoft «Зберегти як PDF або XPS».  У пізніших випусках це було запропоновано за замовчуванням.
Microsoft не гарантує коректне відображення документів на різних робочих станціях, навіть якщо вони використовують однакові версії Microsoft Word. Це означає, що документ у відправника може виглядати не зовсім так, як в отримувача кореспонденції з документом.

## Захист паролем документів MS Word
На документ Microsoft Word можуть бути встановлені три типи паролів:
- Пароль для відкриття документа
- Пароль для зміни документа
- Пароль на внесення приміток і виправлень (для версій 2003 і молодших). У нових версіях MS Word 2007\2010 цей тип паролю називається «Пароль для обмеження форматування і редагування»

Не залежно від версій MS Word, в якій було створено документ, «пароль дозволу запису» і «пароль на внесення приміток і виправлень» можна видалити з документа миттєво[6].
Ці типи паролів призначені не так для захисту документу, як для забезпечення сумісної роботи над документом. А основний захист документу від несанкційованого доступу, забезпечує «пароль для відкривання документа».
В документах ранніх версій MS Word (до MS Office 2003 включно) пароль для відкриття файлу може бути легко зламаним.
В останніх версіях MS Office 2007/2010 компанія Microsoft використовує стабільний алгоритм шифрування AES с 128-бітним ключем. Формування ключа відбувається шляхом 50000/100000 кратного застосування
SHA-1 хеш функції, що робить перебір паролів надто повільним, і при використанні стабільного пароля шанси його підібрати близькі до нуля[7].

### Microsoft Office Open XML
Згадані вище формати файлів .doc є двійковими файлами. Microsoft обрав для офісних застосунків побудований на XML формат файлів в Office 2007: Microsoft Office Open XML. Цей формат не повністю відповідає стандарту XML. Проте, ця специфікація загальнодоступна як стандарт Ecma 376. Це відбулося тоді, коли публічно відкрита документація на формат файлів стала стандартною для Word, і це робить порівняно легшою, хоч і не тривіальною, роботу конкурентів і інтерпретаторів. Зусилля зі встановлення OOXML як стандарту ISO також продовжуються[коли?]. Інший XML-подібний публічний формат файлу, що підтримує Word 2003, є WordprocessingML.
Існує можливість писати плаґіни, що дають змогу Word читати і записувати формати, що не мають вбудованої у програму підтримки.

## Випущені версії

### Версії дляMS-DOS
- листопад 1983 Word 1
- 1985 Word 2
- 1986 Word 3
- 1987 Word 4, також відомий як Microsoft Word 4.0 для PC
- 1989 Word 5
- 1991 Word 5.5
- 1993 Word 6.0

### Версії дляApple Macintosh
- січень 1985 Word 1 для Macintosh
- 1987 Word 3
- 1989 Word 4
- 1991 Word 5
- 1992 Word 5.1
- 1993 Word 6
- 1998 Word 98
- 2000 Word 2001, остання з версій, сумісних з Mac OS 9
- 2001 Word v.X, перша версія виключно для Mac OS X

Вікно програми Word 2007

Вікно програми Word 2013

- 2004 Word 2004
- 2008 Word 2008
- 2010 Word 2011
- 2015 Word 2016
- 2019 Word 2019
- 2021 Word 2021

### Версії дляMicrosoft Windows
- листопад 1989 Word для Windows
- 1991 Word 2 для Windows
- 1993 Word 6 для Windows (номер «6» було введено для продовження лінійки номерів DOS-версій, єдиної нумерації з Mac-версіями і з WordPerfect, лідером ринку серед текстових процесорів на той час)
- 1995 Word 95, також відомий як Word 7
- 1997 Word 97, також відомий як Word 8
- 1999 Word 2000, також відомий як Word 9
- 2001 Word XP, також відомий як Word 2002 або Word 10
- 2003 Word 2003, також відомий як Word 11, офіційна назва Microsoft Office Word 2003
- 2006 Word 2007, революційна зміна інтерфейсу, підтримка формату Office Open XML (docx)
- 2010 Word 2010
- 2013 Word 2013
- 2016 Word 2016, для Windows 10
- 2019 Word 2019
- 2021 Word 2021

### Версії дляSCO UNIX
- Microsoft Word для UNIX Systems, Release 5.1

## Критика
Найчастіше Microsoft Word критикують за низьку безпеку, закритий джерельний код, закритий формат файлів (відкрито-документований формат файлів DOCX з'явився тільки у версії 2007, хоча є можливість за допомогою програми розширень працювати з ним у версіях XP і 2003), відсутність повноцінної крос-платформовості. Це спонукало окремі організації перейти до використання інших текстових процесорів.